# Hugo V de Borgoña
Hugo V de Borgoña (1294-8 de mayo de  1315) fue duque de Borgoña entre los años 1306 y 1315.
Fue el mayor de los hijos nacidos del matrimonio de Roberto II de Borgoña e Inés de Francia. Sus abuelos maternos fueron el rey Luis IX de Francia (después llamado san Luis) y Margarita de Provenza. Al morir su padre en 1306 se convirtió en duque de Borgoña y en rey titular de Tesalónica bajo la regencia de su madre.
Estuvo comprometido con Catalina de Valois, hija de Carlos de Valois y Catalina de Courtenay, pero a la muerte de la emperatriz su futuro suegro prefirió romper el compromiso; Hugo V aceptó, a cambio del compromiso de su hermana, Juana, con un hijo de Carlos de Valois (el que algún día sería Felipe VI de Francia, y de él ser comprometido con su sobrina Juana de Navarra), hija de Luis X de Francia. 
Sin embargo el duque muere en 1315 convirtiéndose su hermano Eudes en heredero de Borgoña como Eudes IV, y Luis en heredero de reino de Tesalónica.
| Predecesor: Roberto II | Duque de Borgoña 1306-1315 | Sucesor: Eudes IV |

- Datos: Q707654
- Multimedia: Hugh V, Duke of Burgundy / Q707654